# ライモンド・オルシーニ・デル・バルツォ

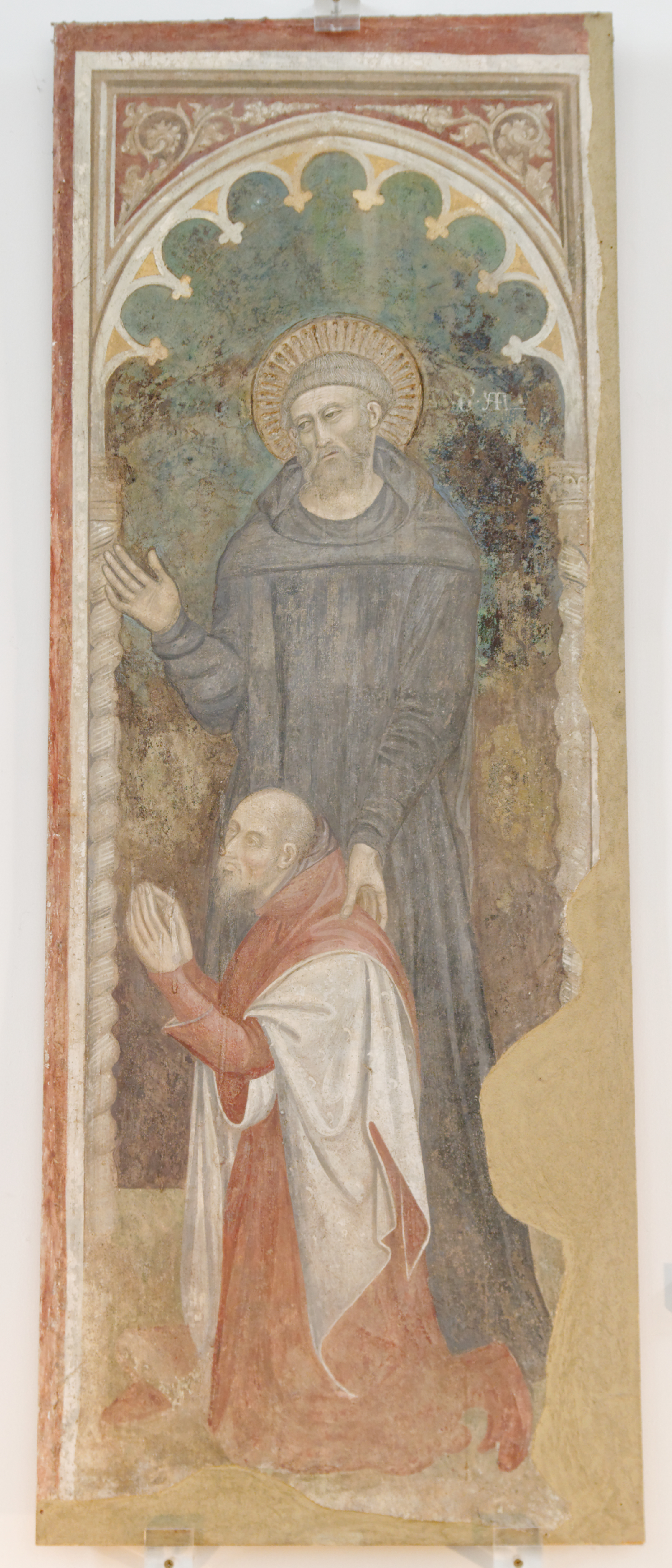
聖ギヨーム・ド・ジェローヌによって聖ピエトロ・チェレスティーノに紹介されるライモンド・オルシーニ、ニッコロ・ディ・トンマーゾによる三連祭壇画の右側パネル、ナポリ・マスキオ・アンジョイーノ付属美術館蔵

ライモンド（ライモンデット）・オルシーニ・デル・バルツォ（Raimondo(Raimondello) Orsini del Balzo, 1350/55年頃 - 1406年1月17日）は、南伊ナポリ王国の貴族。ターラント公、バーリ公爵、ベネヴェント公爵、ソレート伯、ビシェーリエ伯、レッチェ伯、ナポリ王国大司馬、及び教会軍ゴンファロニエーレ。存命中はナポリ王国で最も富裕な諸侯で、王に次ぐ権勢を誇ったとされる。

## 生涯
オルシーニ家の一員で、ナポリ王国最高法官・大法官だった第3代ノラ伯爵ニコラ・オルシーニ（1331年 - 1399年）と妻ジョヴァンナ・ディ・サブラーノの間の次男。父方祖母のソレート女伯スヴェーヴァ・デル・バルツォを通じてデ・ボー（デル・バルツォ）家の血を引く。少年期・青年期のことは一切伝わっていないが、1372年2月アヴィニョン教皇庁に仕える騎士の1人として初めて史料に登場する。
1375年に死んだ祖母スヴェーヴァは息子ニコラに対し、姓に「デル・バルツォ」を加えることを条件にライモンドにソレート伯領を相続させるよう遺言した。ところがニコラは長男ローベルトに伯領を授けたため、ライモンドは自分の生活を支える別の所領を得るための活動を始めた。伝説によれば、彼はこの出来事が発端となって中東に巡礼行に赴いたとされるが、何の証拠もない。1378年2月、ドイツ騎士団の騎士となってプロイセンに上陸し、ハールィチ・ヴォルィーニ戦争に参加したことが記録されている。
1381年イタリアに帰国すると、ジョヴァンナ1世女王退位後のナポリ王位継承を巡るアンジュー公ルイ1世とドゥラッツォ公カルロ（3世）の争いに関与した。ライモンドは最初アンジュー公を支持したが、1382年にはドゥラッツォ公に忠誠を誓うという変節を見せた。さらに1384年に再びアンジュー公陣営に移るが、直後にアンジュー公が死亡、王位はドゥラッツォ公が獲得した。カルロ3世王が教皇ウルバヌス6世を恨んで教皇をノチェーラ・インフェリオーレの町で包囲した際、ライモンドは1385年7月に教皇を助け避難させた。
この事件の直後、ライモンドはレッチェ女伯マリー・ダンギャンと結婚する。彼女の伯父のブリエンヌ伯ルイ・ダンギャンがアンジュー公の腹心だった縁であった。ライモンドは妻の所領レッチェ伯領の支配者となり、その財力を背景に兄にソレート伯領の返還を要求、1399年父の死後正式にソレート伯領を獲得した。その後も、テッラ・ドトラント一帯を中心に多くの所領や称号を入手する。
ドゥラッツォ家のラディズラーオ1世がアンジュー家のルイ2世を放逐してナポリ王に返り咲くと、アンジュー家の与党だったライモンドは、ラディズラーオからターラント公領の相続を認可されるとの約定を得てラディズラーオ側に寝返り、1399年4月同公領を獲得した。
しかし1405年、関係が険悪になった教皇インノケンティウス7世がラディズラーオ王を破門し、彼の臣下のうちアンジュー家のルイ2世の陣営に移る者は免罪とするとの布告を出すと、ライモンドは再びアンジュー家陣営に乗り換えた。その直後の1406年年明けに亡くなり、ラディズラーオ王がライモンドの最後の裏切りを知った時にはライモンドは既に故人となっていた。遺骸はガラティーナに自らが建立したサンタ・カテリーナ・ダレッサンドリア教会に安置された。
13世紀後半の南伊においてライモンドは政治的に大きな役割を果たしたにもかかわらず、彼の足跡を辿ることのできるナポリの宮廷文書はわずか6つしか現存しない。おそらく、裏切り者の彼の記録をラディズラーオ王が抹殺しようと、関連する文書類を破却したためだと考えられる。

## 子女
妻との間に以下の子がいた。
- ジョヴァンニ・アントニオ - ターラント公、バーリ公爵、レッチェ伯
- マリーア - 第3代アトリ公爵アントニオ・アクアヴィーヴァと結婚
- カテリーナ - コペルティーノ伯トリスタン・ド・クレルモンと結婚、ナポリ王妃イザベル・ド・クレルモンの母
- ガブリエーレ（1453年没） - ウジェント伯、ヴェノーザ公爵、レッチェ伯

## 引用・脚注
1. 1 2 3 4 5 6 7 8 9  Toomaspoeg, Kristjan (2013). “ORSINI DEL BALZO, Raimondo”. Dizionario Biografico degli Italiani (イタリア語). Vol. 79.
2. ↑   Ott, Michael (1910). “Pope Innocent VII”. In Herbermann, Charles (ed.). Catholic Encyclopedia (英語). Vol. 8. New York: Robert Appleton Company.